# Chojnický rajón
Chojnický rajón (bělorusky Хойніцкі раён, ukrajinsky Хойницький район, rusky Хойникский район) je územně-správní jednotkou na jihu Homelské oblasti v Bělorusku. Administrativním centrem rajónu je město Chojniki (bělorusky Хойнікі, rusky Хойники).

## Geografie
Rozloha rajónu je necelých 2 030 km². Na severozápadě hranicí s Kalinkavickým rajónem, na severovýchodě s Rečyckým rajónem, na východě s Brahinským a Lojeŭským rajónem, na jihozápadě s Naroŭljanským a Mozyrským rajónem Homelské oblasti a na jihu s Ukrajinou.
Hlavními řekami jsou Pripjať a její přítoky Viť a Turija. Je zde mnoho jezer, mezi které patří Žartaj, Lomyš, Staraselle, Vjury, Gneznoje, Mascišča, Sjemjenica a nádrže Vjalikaborskaje, Vic, Sudkova a Ulasy.
V oblasti je mnoho odvodňovacích kanálů, mezi které patří Vjelikij, Kožuškovskij, Amjelkovščinskij, Klivskoj, Kononovskij, Ščelbinskij a rybníků.
Leží zde i mnoho umělých vodních nádrží a rybníků jako například Avtobazovskoje, ŽBI, Bělaja babka a další.

## Historie
Oficiální datum založení města Chojniki je 1512. Rajón byl vytvořen 18. prosince 1926.
Chojnický rajón je v důsledku havárii na Černobylské jaderné elektrárně v roce 1986 jedním z nejvíce postižených rajónů. V důsledku toho bylo přesídleno více než 20 000 osob, čímž se počet obyvatel snížil téměř o polovinu. Zaniklo na 49 vesnic z celkového počtu 99.

## Demografie
Rajón k 1. lednu 2011 čítal na 22 400 obyvatel, z toho v městských oblastech žije 13 100 lidí. Celkem je zde 50 osad.
V roce 1986, ještě před evakuací vesnic a vystavení rajónu radioaktivnímu zamoření v důsledku černobylské havárie, zde žilo na 45 900 lidí.

## Někteří z významných rodáků
- Alena Jafimaŭna Vjahejčyk (Алена Яфімаўна Вяргейчык) — hrdina socialistické práce

- Ivan Paŭlavič Melež (Іван Паўлавіч Мележ) — národní spisovatel běloruské SSR, vítěz Leninovy ceny

- Mikola Mjatlicki (Мікола Мятліцкі) — běloruský básník

- Barys Ivanavič Sačanka (Барыс Iванавiч Сачанка) — běloruský spisovatel